# Рамбуккана (підрозділ окружного секретаріату)
Підрозділ окружного секретаріату Рамбуккана — підрозділ окружного секретаріату округу Кегалле, провінції Сабарагамува, Шрі-Ланка. Складається з 89 Грама Ніладхарі.